# 西竹一
西竹一（にし たけいち、1902年7月12日—1945年3月），大日本帝國陸軍軍人、男爵、马术运动员。
1932年洛杉磯奧運马术场地障碍赛金牌得主。1945年時作为第109师团第26战车联队指挥官於硫磺岛戰役中戰死。

## 早年生涯
西竹一出生于東京府东京市麻布區，是西德二郎男爵的庶出第三子。他的父親德二郎曾歷任外務大臣和樞密顧問官，並在出任駐華大使期間處理義和團事件。
1912年德二郎逝世，西竹一襲封了男爵爵位。1917年9月中斷高中學業進入廣島陸軍幼年地方學校就讀，之後陸續就讀於東京中央幼年學校、陸軍士官學校預科及陸軍騎兵學校。畢業後进入日本陸軍騎兵第一联隊。

## 奧運金牌
1930年，西竹一在意大利遇見他一生中最珍爱的骏马「尤利纳斯」。由於尤利纳斯的價格十分昂貴，遠超過陸軍的購置預算，西遂自掏腰包買下尤利纳斯。他和尤利纳斯參加了歐洲各地的馬術比賽，創下不少佳績。
1932年，西竹一骑着尤利纳斯夺得了洛杉矶奥运会马术场地障碍赛的金牌。這也是奧運史上日本所獲得的唯一一面馬術金牌。在跨越最後一道障礙時，尤利纳斯不經指示自行橫曲後足越過障礙物，因此西竹一在賽後訪問時說：「我們贏了」，令觀眾大為感動。在美国的社交界，西被尊称为「西男爵」，並成為洛杉磯榮譽市民。
在1936年柏林奧運上，西竹一在比赛中出乎意料地落马並棄權。當年11月，日本和德國簽訂反共產國際協定。因此謠傳西是故意落馬好讓德國選手獲得金牌，以取悅與日本定盟的德國。
1941年8月，在台灣參加於台南競馬場舉辦的「全島騎道大會」，並表演障礙飛越。
此後西竹一專心於軍務本業。當時骑兵逐漸遭到削減，被坦克取代，大東亞戰爭開戰後的1942年11月，西也从而成为战车第26联队联隊長，驻防满洲国北部的牡丹江，军衔中佐。

## 硫磺島戰役
1944年，第26战车联队奉命调往硫磺岛，隶属于栗林忠道少将麾下。在途中，运送该联队的船只遭到美国潜水艇“科比亚号”的袭击，损失了28辆坦克。为补充坦克，西奉命返回东京一趟，知道自己前途黯淡的西特地前往马场看望了自己的爱马尤利纳斯。
1945年，硫磺島戰役時，西竹一指揮直轄於小笠原兵團（第109師團）的戰車第26联隊。開戰前移動到島東，並因為地形限制，將一部份97式中戰車以及95式輕戰車的砲塔拆下來當作要塞砲使用。
戰役末期，許多日本軍官拒絕隨著被打散的士兵躲入洞窟中，但西竹一以「一起作戰吧」的理由和士兵處在一起。電影《來自硫磺島的信》中描繪西竹一將稀少的藥品提供給負傷的美軍士兵，這點也在大野芳的相關著作中被提及。
西竹一死於3月22日，得年42歲。由於戰役末期日軍潰散混亂，西竹一具体的最后死亡時刻和方式均不明确。一說他在受傷後和副官用手槍自殺，也有一說指他是在率領部屬突圍時戰死。關於他戰死的地點也眾說紛紜。目前在硫磺島東海岸立有「西大佐戰死碑」。
戰後流行一種說法，稱美军情报官Sy Bartlett得知西竹一就是敌方指挥官时，曾以高音喇叭试图劝降已经陷入绝境的西竹一，称“世界将为失去马术中的西男爵而惋惜”，但是西从未回答。不過缺乏足夠的證據證明這個戰場上插曲的真偽。
西竹一死後被追晉為陸軍大佐。其男爵爵位由長男西泰德襲封，是日本唯一一位在昭和年間出生而封爵者。此外，尤利纳斯彷彿追隨西竹一而去般，在西戰死一週後也跟著死亡。

## 外部連接
- JOC - オリンピック・メモリアルグッズ - 1932年ロサンゼルス大会、馬術競技で初の金メダルを獲得した西竹一中尉とウラヌス
- Baron Nishi: 1932 Olympic Gold Medalist for JapanPDF（251 KB）, Amateur Athletic Foundation of Los Angeles
- Takeichi Nishi stats at DatabaseOlympics